# Luffa sepium
Luffa sepium är en gurkväxtart som först beskrevs av Georg Friedrich Wilhelm Meyer, och fick sitt nu gällande namn av Charles Jeffrey. Luffa sepium ingår i släktet Luffa och familjen gurkväxter. Inga underarter finns listade i Catalogue of Life.